# Altes Lager Menzlin
Altes Lager Menzlin (tedesco per "Vecchio Campo di Menzlin") è un sito archeologico situato 1,5 km a sud del villaggio di Menzlin, nei pressi di Anklam, in Pomerania Occidentale, Germania. Il sito sulle sponde del fiume Peene era un'importante stazione di posta vichinga durante il Medioevo (Epoca vichinga). In quel periodo la Pomerania era abitata da Venedi slavi, e numerose centri vichinghi si trovavano lungo la costa (i successivi erano Ralswiek ad ovest e Jomsborg/Wollin ad est).
L'insediamento era ampio circa 18 ettari nel corso del IX secolo. Sono stati scavati un ponte ed un cimitero. Alcuni degli artefatti rinvenuti nelle tombe sono originari di Irlanda e Paesi Baltici. Secondo le usanze scandinave, i morti venivano sepolti in navi di pietra o in cerchi di pietre. Tutte le tombe scavate ospitavano donne. Molti dei ritrovamenti sono databili al IX e X secolo.

## Etimologia
L'antico nome del sito è sconosciuto. Altes Lager, il nome attuale, risale all'assedio di Anklam operato da Federico Guglielmo I di Brandeburgo nel 1676.